# Wyścigowe Samochodowe Mistrzostwa Polski 2018
Sezon 2018 był sześćdziesiątym drugim sezonem Wyścigowych Samochodowych Mistrzostw Polski.

## Kalendarz
Źródło: tomexwyniki.pl
| Data           | Tor           | Miejsce     |
| -------------- | ------------- | ----------- |
| 20–22 kwietnia | Tor Poznań    | Poznań      |
| 18–19 maja     | Nemuno žiedas | Kaczerginie |
| 15–17 czerwca  | Tor Poznań    | Poznań      |
| 6–8 lipca      | Tor Poznań    | Poznań      |
| 28–30 września | Tor Poznań    | Poznań      |

## Mistrzowie
Źródło: tomexwyniki.pl
| Klasa         | Kierowca                 | Samochód           | Zespół                     |
| ------------- | ------------------------ | ------------------ | -------------------------- |
| D4 +3500      | Jędrzej Szcześniak       | Porsche GT3        | Automobilklub Królewski    |
| D4 3500       | Przemysław Milewski      | BMW E36            | Automobilklub Wielkopolski |
| DN 2          | Anna Maria Gańczarek-Rał | Renault Clio       | Track Day Team             |
| DN 2 Picanto  | Szymon Jabłoński         | Kia Picanto        | BM Racing Team             |
| DN 3          | Bartłomiej Madziara      | BMW E30            | Automobilklub Wielkopolski |
| DN 4          | Damian Litwinowicz       | Renault Clio       | Track Day Team             |
| DN 5          | Przemysław Wójcicki      | BMW E36            | Automobilklub Toruński     |
| DN 6          | Łukasz Rawecki           | BMW E36            | Automobilklub Wielkopolski |
| DN 7          | Dariusz Krupa            | Porsche Carrera RS | Track Day Team             |
| DN 8.1        | Michał Szlachta          | Fiat 126p          | Automobilklub Śląski       |
| DN 8.2        | Bartosz Idźkowski        | Fiat 126p          | Automobilklub Wielkopolski |
| DN 9          | Krzysztof Mencel         | Fiat Cinquecento   | Automobilklub Wielkopolski |
| Super S Cup   | Jacek Łukaszyk           | Mini Cooper S      | Automobilklub Wielkopolski |
| 318 IS CUP PL | Bartosz Palusko          | BMW 318 is         | Automobilklub Wielkopolski |